# Ван Вейнен, Бас
Бас ван Вейнен (нидерл. Bas van Wijnen; 31 июля 1997 года, Зволле, Нидерланды) — нидерландский футболист, играющий на позиции защитника, игрок любительского клуба «Беркюм».

## Карьера
Вейндал является воспитанником ПЕК Зволле, в академию которого он перебрался в 10 лет. С сезона 2016/2017 привлекается к тренировкам с основной командой. 14 мая 2017 года дебютировал в Эредивизи в поединке против ПСВ, выйдя на замену на 64-й минуте вместо Эрика Исраэльссона.